# سورینو ریخا
سورینو ریخا (به اسپانیایی: Severino Reija) بازیکن فوتبال اهل اسپانیا است که از سال ۱۹۶۲ تا ۱۹۶۷ میلادی عضو تیم ملی فوتبال اسپانیا بوده و در ۲۰ بازی ملی حضور داشته‌است. او در بازی‌های ملی‌اش گلی به‌ثمر نرساند.